# تحرير فرنسا
حُررت فرنسا في الحرب العالمية الثانية عبر مزيج من النشاطات الدبلوماسية والسياسية والعسكرية بما في ذلك المقاومة الداخلية. حُررت فرنسا تدريجيًا من خلال الجهود المشتركة للجيش السري المتنوع، المكيس، وقوات فرنسا الحرة المتمركزة في لندن وشمال إفريقيا، والقوات العسكرية المتحالفة، وأعمال المقاومة الفرنسية داخل فرنسا. بدأت مقاومة الاحتلال عندما فر الجنرال شارل ديجول إلى لندن لتنظيم قوات فرنسا الحرة لمعارضة الاستسلام لألمانيا. حثّ ديغول على جهود المقاومة داخل فرنسا، وأقنع المستعمرات الفرنسية في شمال إفريقيا بالتخلي عن فرنسا الفيشية ودعم فرنسا الحرة.
جاءت نقطة التحول في عام 1944. غزت قوات الحلفاء فرنسا من الشمال والجنوب في عمليتين عسكريتين كبيرتين، ما أدى إلى خروج القوات الألمانية من فرنسا وتحرير معظم البلاد بحلول شهر سبتمبر. بعد أن تراجعت القوات الألمانية وراء نهر الراين مرة أخرى، استمرت بعض المعارك، حتى استسلام ألمانيا النازية في مايو 1945.
تم غزو فرنسا من قبل ألمانيا النازية في مايو 1940 وسقطت خلال ستة أسابيع. بعد هدنة 22 يونيو 1940، حلّت الجمهورية الفرنسية الثالثة نفسها في يوليو، وفي آخر عمل للجمعية الوطنية الفرنسية، سُلمت السلطة المطلقة إلى المارشال فيليب بيتان، أحد أبطال الحرب العالمية الأولى.
خضع النصف الشمالي من فرنسا وساحلها الغربي المهم استراتيجيًا تحت الاحتلال العسكري الألماني وأصبح يُعرف باسم المنطقة المحتلة. أنشأ بيتان حكومة استبدادية في فيشي في الجنوب، وأُطلِق عليها اسم «المنطقة الحرة». أصبحت فرنسا الفيشية المستقلة اسميًا دولة شبه بوليسية نازية متعاونة مع قوات المحور، ودولة عميلة شاركت في عمليات ترحيل اليهود.
بدأت المقاومة حتى قبل الهدنة. فرّ شارل ديغول إلى لندن. دعا خطابه المُذاع في 18 يونيو مواطنيه إلى مقاومة الألمان وأقنع ونستون تشرشل بالاعتراف بحكومة فرنسا الحرة المنفية وتمويلها.
أثناء اندلاع الحرب العالمية الثانية في أوروبا الغربية، بدأت خلايا صغيرة ومستقلة من المقاتلين في تنظيم مقاومة داخل فرنسا عن طريق أعمال حرب العصابات، والتجسس على الاتصالات الألمانية، وتعطيل مواصلات سكك الحديد، وتوزيع نشرات إخبارية سرًا.
بدأت جهود تحرير فرنسا في الإمبراطورية الاستعمارية الفرنسية في شمال إفريقيا. في خريف عام 1940، دعمت الإمبراطورية الاستعمارية نظام فيشي إلى حد كبير، ولكن بعد أن قام حاكم تشاد الفرنسية فيليكس إبوي بتحويل دعمه إلى فرنسا الحرة، سافر ديغول إلى برازافيل، وأعلن تشكيل مجلس الدفاع الإمبراطوري ودعا جميع المستعمرات التي لا تزال تدعم نظام فيشي للانضمام إليه لقتال ألمانيا، وهو ما فعله معظمهم بحلول عام 1943.
عسكريًا، كان تحرير فرنسا جزءًا من الجبهة الغربية في الحرب العالمية الثانية. بالإضافة إلى الغارات المتفرقة في عامي 1942 و1943، بدأت عمليات التحرير بشكل جدي في صيف عام 1944 على شكل حملات في شمال وجنوب فرنسا. في 6 يونيو 1944، بدأ الحلفاء عملية أوفرلورد (اليوم دي) التي أصبحت أكبر غزو بحري في التاريخ، حيث أسسوا منفذًا ساحليًا في النورماندي وأنزلوا مليوني رجل في شمال فرنسا وفتحوا جبهة أخرى في غرب أوروبا ضد ألمانيا. في الجنوب، أطلق الحلفاء عملية دراغون في 15 أغسطس، فتحوا من خلالها جبهةً على البحر الأبيض المتوسط. في غضون أربعة أسابيع، انسحب الألمان من جنوب فرنسا، وتراجعوا إلى ألمانيا، وتركوا الموانئ الفرنسية في أيدي الحلفاء، ما مثّل حلًا لمشاكل الإمداد السابقة في الجنوب. مع هجوم الحلفاء من كلا الجبهتين، نظمت المقاومة الفرنسية انتفاضة عامة في باريس في 19 أغسطس، وفي 25 أغسطس 1944 حُررت المدينة.
حُرر شرق فرنسا بما في ذلك منطقتي ألزاس ولورين مع تقدم الحلفاء شرقًا، ما دفع الألمان إلى التراجع عبر نهر الراين نحو ألمانيا. مع تحرير معظم فرنسا، تقدمت قوات الحلفاء إلى ألمانيا في فبراير ومارس 1945. بقيت بؤر قليلة من المقاومة الألمانية حتى نهاية الحرب في 7 مايو 1945.
أثناء النضال لتحرير باريس، غادر بيتان وبقايا نظام فيشي فرنسا إلى سيجمارينجين، ألمانيا، حيث نجت الحكومة الخاضعة للسيطرة الألمانية في المنفى وحاشيتهم حتى أبريل 1945. هرب البعض؛ واعتقلت القوات الفرنسية بيتان وجرى محاكمته، وأُعدِم بيير لافال. بعد التحرير مباشرة، انتشرت في فرنسا موجة من الإعدامات والاعتداءات والإهانات للخائنين المشتبه بهم، بما في ذلك إهانة النساء المشتبه في إقامتهن علاقات جنسية مع الألمان. نظمت المحاكم التي أنشِئت في يونيو 1944 عملية إبيراشن ليغال (التطهير القانوني) للمسؤولين المتواطئين مع نظام فيشي أو المحتلين العسكريين، بما في ذلك أحكام الإعدام.
أُجريت أول انتخابات منذ عام 1940 في مايو 1945 من قبل الحكومة المؤقتة عبر جولتين من الانتخاب قبل وبعد الاستسلام غير المشروط لألمانيا في 8 مايو 1945. وكانت هذه أيضًا أول انتخابات سُمح للنساء التصويت فيها. في استفتاءات أُجريت في أكتوبر 1946، وافق الناخبون على دستور جديد ووُلدت الجمهورية الرابعة في 27 أكتوبر 1946، وأصبح لفرنسا حكومة جمهورية تمثيلية بالكامل لأول مرة منذ ربيع عام 1940.